# Giuliano Cenci
Giuliano Cenci (Firenze, 10 agosto 1931 – Borgo San Lorenzo, 12 aprile 2018) è stato un regista italiano di film d'animazione.
La sua opera più nota è il lungometraggio animato Un burattino di nome Pinocchio, del 1971, in cui volle creare una versione quanto più possibile fedele all'originale del capolavoro di Collodi.

## Biografia
Nel 1949 consegue il diploma di maturità artistica presso il Liceo Artistico di Firenze ma ancora studente inizia a lavorare nel settore della grafica coltivando, da autodidatta, una vera passione per i cartoni animati. La sua opera più nota è il film lungometraggio Un burattino di nome Pinocchio, del 1971, in cui l'artista volle creare una versione del capolavoro di Collodi quanto più possibile vicina all'originale. Del film Cenci fu regista, sceneggiatore e coproduttore, oltre ad averne personalmente effettuato buona parte dell'animazione (condivisa con l'animatore Italo Marazzi).
Nel 1957, ancora venticinquenne, Giuliano Cenci disegna per la Philco le primissime pubblicità animate, ideando uno spettacolo a cartoni animati unito al prodotto da reclamizzare e poi trasmesso nel programma Carosello.
Nel 1957, per primo ha realizzato in Italia l'accoppiamento fra cartone animato e ripresa dal vero, cioè la tecnica del live action/film animato, ideando un cortometraggio a tecnica mista sulla Preistoria, filmati dal vero in 16mm con i propri familiari che interagiscono con personaggi animati (in particolare la figlia Patrizia che, sorridente, culla tra le braccia un nanetto) e realizzando successivamente molti cartoni animati abbinati alle pubblicità per il Carosello.
Per primo ha escogitato in Italia l'animazione in Stop Animation, Model Animation e Clay Animation, con un particolare sistema di plastilina colorata che nacque in casa Cenci, antesignano del Pongo, realizzando numerosi esperimenti di Puppet animation che interagiscono con il filmato dal vero.
Nell'animazione 2D ha apportato notevoli miglioramenti tecnici agli effetti speciali, mai realizzati prima in Italia, come la tecnica dell'acqua ben visibile nel film lungometraggio del 1971 Un burattino di nome Pinocchio o come il sistema Disney del Rotoscoping utilizzato da Cenci sempre nel suo film, lo stesso utilizzato alla fine del decennio successivo da Ralph Bakshi per Il Signore degli Anelli.
Negli anni '60 ha ideato, con il contributo del padre Guido e del fratello Renzo che le hanno realizzate, due verticali cinematografiche, munite di centraline elettroniche, capaci di ottenere effetti speciali complessi mai realizzati prima in Italia.
Negli anni '60 è fra i fondatori a Milano, insieme ad altri professionisti e produttori italiani di cartoni animati, dell'Associazione I.S.C.A. (Istituto per lo Studio e la Diffusione del Cinema d'Animazione), poi diventata ASIFA Italia.
In quel periodo, da giovane cartoonist ma già con un bagaglio professionale di rilievo, decide di realizzare il sogno personale di un'“opera prima”, firmare la regia di un film a cartoni animati! Nel frattempo lavora anche all'ufficio tecnico del Comune di Firenze come aiutante progettista, dividendosi fra l'ufficio e la sua casa dove nascerà il suo lungometraggio. Attraverso un azionariato popolare e dopo 5 anni di lavoro, con un'équipe di 50 fra tecnici e disegnatori con la medesima passione per i cartoons, vede la luce nel 1971 il film Un burattino di nome Pinocchio, girato in 35mm eastmancolor e prodotto per il circuito cinematografico.
Negli anni '80, per la televisione realizza l'animazione di molte puntate della serie Grisù il draghetto, personaggio ideato dai fratelli Nino e Toni Pagot per i quali, successivamente, collabora anche alla serie dedicata al pulcino nero Calimero.
Nel 1985, insieme all'amico e collega Osvaldo Cavandoli, realizza le puntate della serie televisiva Rai La Pimpa, il personaggio di Altan. L'anno successivo, l'artista realizza l'animazione di Lalla, nell'isola di Tulla, con i personaggi in cartoon disegnati da Pierluigi De Mas di Raffaella Carrà e Sergio Japino, prima serie animata Rai andata in onda in diretta dall'America, all'interno del programma Buonasera Raffaella. Sempre per Pierluigi De Mas, realizza la sigla de Il principe azzurro, il primo programma Fininvest di Raffaella Carrà, uno show musicale animato a tecnica mista di altissima qualità rimasto nella storia della televisione italiana.
Negli anni '90 lavora alle serie televisive Rai di Cocco Bill di Jacovitti e di Lupo Alberto di Silver, mentre per l'estero realizza, su disegni originali di Hugo Pratt, alcuni telefilm animati della serie Corto Maltese. In quel periodo è insegnante di animazione alla scuola Cappiello di Firenze.
Maestro assoluto dell'arte dell'animazione, Giuliano Cenci è stato spesso chiamato a risolvere animazioni particolari o difficili, contribuendo negli ultimi anni a lungometraggi di altri animatori italiani, come La gabbianella e il gatto di Enzo D'Alò, Aida degli alberi di Guido Manuli, Johan Padan di Giulio Cingoli, Momo alla conquista del tempo, sempre di Enzo D'Alò, e altri.
Negli anni 2000 (2004/2013) l'artista insegna animazione all'Accademia delle Arti Digitali Nemo NT di Firenze, oltre ad essere stato ospite d'onore della manifestazione Nemoland, organizzata dall'Accademia stessa, insieme ad altri grandi ospiti dell'animazione internazionale come Don Bluth, Gary Goldman, Yōichi Kotabe e Isao Takahata.
Cenci ha inoltre tenuto numerose lezioni di animazione nelle scuole primarie e secondarie fiorentine.

## Opere
- Firenze segreta. Curiosità, fatti divertenti, notizie interessanti, aneddoti e verità nascoste sui più grandi artisti e monumenti di Firenze antica, pubblicato nel 2008.

## Riconoscimenti
- Il Comune di Firenze gli ha conferito il premio Marzocco 2012 alla carriera, riservato a quegli artisti che riescono a portare la loro "fiorentinità" nel mondo.